# Straat Joeny

Locatie van de Straat Joeny

De Straat Joeny (Russisch: Юный пролив; Joeny proliv; "Straat van de Jeugd"), tot de Tweede Wereldoorlog Straat Jungsturm (Юнгштурм) genoemd, is een zeestraat van de Karazee tussen het eiland Pionier in het zuiden en Komsomolets in het noorden (beiden onderdeel van de Russische Noordlandarchipel), die een verbinding vormt tussen de Kovalevbaai in het westen en de Rode Legerstraat in het oosten.
De zeestraat heeft een lengte van ongeveer 60 kilometer en een breedte die varieert tussen 4 en 24 kilometer. De diepte is maximaal 220 meter. Gedurende het grootste deel van het jaar is de straat bevroren. De kusten zijn bergachtig en steil. De belangrijkste kapen zijn Festivalny en Otkryty op Komsomolets en Ozjidani en Cholmisty op Pionier. In de zeestraat liggen de eilanden Popoetny, Kaplja, Boejan en Povorotny. Verschillende rivieren, waaronder de Ilistaja lopen uit op de straat.
Door de expeditie onder leiding van Oesjakov en Oervantsev (1930-32) werd de straat ter ere van de sovjetjeugd Jungsturm vernoemd (de Komsomol had een uniform overgenomen van de Rote Jungsturm, die joengstoermovka werd genoemd), hetgeen na de inval door Duitsland werd veranderd naar Joeny ("jeugd").